# Періш (селище, Нью-Йорк)
Періш (англ. Parish) — селище (англ. village) в США, в окрузі Освіго штату Нью-Йорк. Населення — 447 осіб (2020).

## Географія
Періш розташований за координатами 43°24′21″ пн. ш. 76°7′34″ зх. д. / 43.40583° пн. ш. 76.12611° зх. д. (43.405772, -76.126248).  За даними Бюро перепису населення США в 2010 році селище мало площу 4,16 км², уся площа — суходіл.

## Демографія
Згідно з переписом 2010 року, у селищі мешкало 450 осіб у 180 домогосподарствах у складі 123 родин. Густота населення становила 108 осіб/км².  Було 203 помешкання (49/км²).
Расовий склад населення:
| - 97,3 % — білих - 0,9 % — чорних або афроамериканців - 0,7 % — азіатів |

До двох чи більше рас належало 1,1 %. Частка іспаномовних становила 1,6 % від усіх жителів.
За віковим діапазоном населення розподілялося таким чином: 22,4 % — особи молодші 18 років, 61,8 % — особи у віці 18—64 років, 15,8 % — особи у віці 65 років та старші. Медіана віку мешканця становила 42,0 року. На 100 осіб жіночої статі у селищі припадало 99,1 чоловіків;  на 100 жінок у віці від 18 років та старших — 99,4 чоловіків також старших 18 років.
Середній дохід на одне домашнє господарство  становив 66 835 доларів США (медіана — 54 444), а середній дохід на одну сім'ю — 70 906 доларів (медіана — 62 500). Медіана доходів становила 42 857 доларів для чоловіків та 41 250 доларів для жінок. За межею бідності перебувало 13,4 % осіб, у тому числі 23,4 % дітей у віці до 18 років та 1,6 % осіб у віці 65 років та старших.
Цивільне працевлаштоване населення становило 236 осіб. Основні галузі зайнятості: освіта, охорона здоров'я та соціальна допомога — 15,7 %, виробництво — 13,6 %, будівництво — 11,4 %, роздрібна торгівля — 11,0 %.